# جوني ويلكينسون
جوني ويلكينسون (بالإنجليزية: Jonny Wilkinson)‏ (و. 1979  م) هو لاعب اتحاد الرغبي، ورائد أعمال بريطاني، مركز لعبه هو رامي متوسط ‏.

## التعليم
تعلم في Lord Wandsworth College ‏.

## جوائز وترشيحات
حصل على جوائز منها:
- جائزة بي بي سي لشخصية العام الرياضية [الإنجليزية]‏ (2002)
- نيشان الامبراطورية البريطانية من رتبة ضابط
- قائد وسام الامبراطورية البريطانية.

ترشح لـ:
- Laureus World Sports Award for Comeback of the Year [الإنجليزية]‏ (2007)
- جائزة لوريوس الرياضية العالمية لأفضل رياضي في العام (2003)
- جائزة بي بي سي لشخصية العام الرياضية [الإنجليزية]‏ (2002).

## وصلات خارجية
- جوني ويلكينسون على موقع IMDb (الإنجليزية)
- جوني ويلكينسون على موقع إن إن دي بي (الإنجليزية)
- جوني ويلكينسون على موقع قاعدة بيانات الفيلم (الإنجليزية)
- جوني ويلكينسون على موقع دوري الرغبي الممتاز (الإنجليزية)
- جوني ويلكينسون عل موقع إسبنسكروم (الإنجليزية)
- جوني ويلكينسون على موقع ItsRugby.co.uk (الإنجليزية)

- جوني ويلكينسون في قاعدة بيانات الأفلام على الإنترنت